# تاركوينيا
تاركوينيا، (بالإنجليزية: Tarquinia)‏، (إيطالية: tarˈkwiːnja)، التي كانت تُعرف سابقًا باسم كورنيتو، هي مدينة قديمة في مقاطعة فيتيربو، لاتسيو، إيطاليا، وهي تشتهر أساسًا بمقابرها الأترورية القديمة المنتشرة على نطاق واسع، والتي منحتها للتراث العالمي لليونسكو الحالة.

## السكان
في سنة 1871 بلغ عدد السكان 4٬326 نسمة، وتطور العدد ليصل في سنة 2011 لـ 16٬016 نسمة.

خيول تَركُوينيا المجنحة، متحف تركوينيا الوطني

يظهر هذا المخطط البياني تطور النمو السكاني لـ تاركوينيا

## أعلام
- تاركوينيوس بريسكوس